# Alba Reche
Alba Martínez Reche (Elche, 17 dicembre 1997) è una cantante spagnola.

## Biografia
Alba Reche è salita alla ribalta nel 2018, con la sua partecipazione al talent show spagnolo Operación Triunfo, dove ha raggiunto la finale, finendo seconda. La compilation contenente le sue cover eseguite durante il programma ha raggiunto la 3ª posizione nella classifica settimanale degli album più venduti in Spagna.
In seguito al suo successo a Operación Triunfo, Alba Reche ha ottenuto un contratto discografico con la Universal Music Spain, sotto la quale ha pubblicato il suo primo album d'inediti Quimera nel successivo ottobre. Il disco, contenente i singoli Medusa e Caronte che si sono posizionati nella top 100 spagnola, ha debuttato al 3º posto nella classifica degli album. Quimera è supportato dall'omonimo tour, consistente in undici tappe in tutta la Spagna.

## Discografia

### Album in studio
- 2019 – Quimera
- 2021 – La pequeña semilla
- 2025 – No soy tu hombre

### Raccolte
- 2019 – Sus canciones

### Singoli
- 2019 – Medusa
- 2019 – Caronte
- 2020 – Sobre quimera
- 2020 – Morena mía
- 2020 – La posada (con Sebastián Cortés)
- 2020 – Que bailen (con Cami)
- 2021 – Pido tregua
- 2021 – Los cuerpos (con Fuel Fandango)
- 2021 – La culpa
- 2022 – No cambies tu andar
- 2022 – Esa también fui yo (Quiero acordarme)
- 2023 – Santos inocentes (coi Ginebras)
- 2023 – La Dosis (con Girl Ultra)
- 2023 – Diamante/La mare (con Baiuca)

## Tournée
- 2019/2020 – Quimera tour
- 2020 – Sobre quimera
- 2021 – La pequeña tour
- 2022/23 – Honestamente triste tour